# Pfarrkirche St. Rupert (Trofaiach)
Die Pfarrkirche zum Hl. Rupert in Trofaiach in der Steiermark ist eine römisch-katholische Kirche. Sie ist dem heiligen Rupert geweiht.

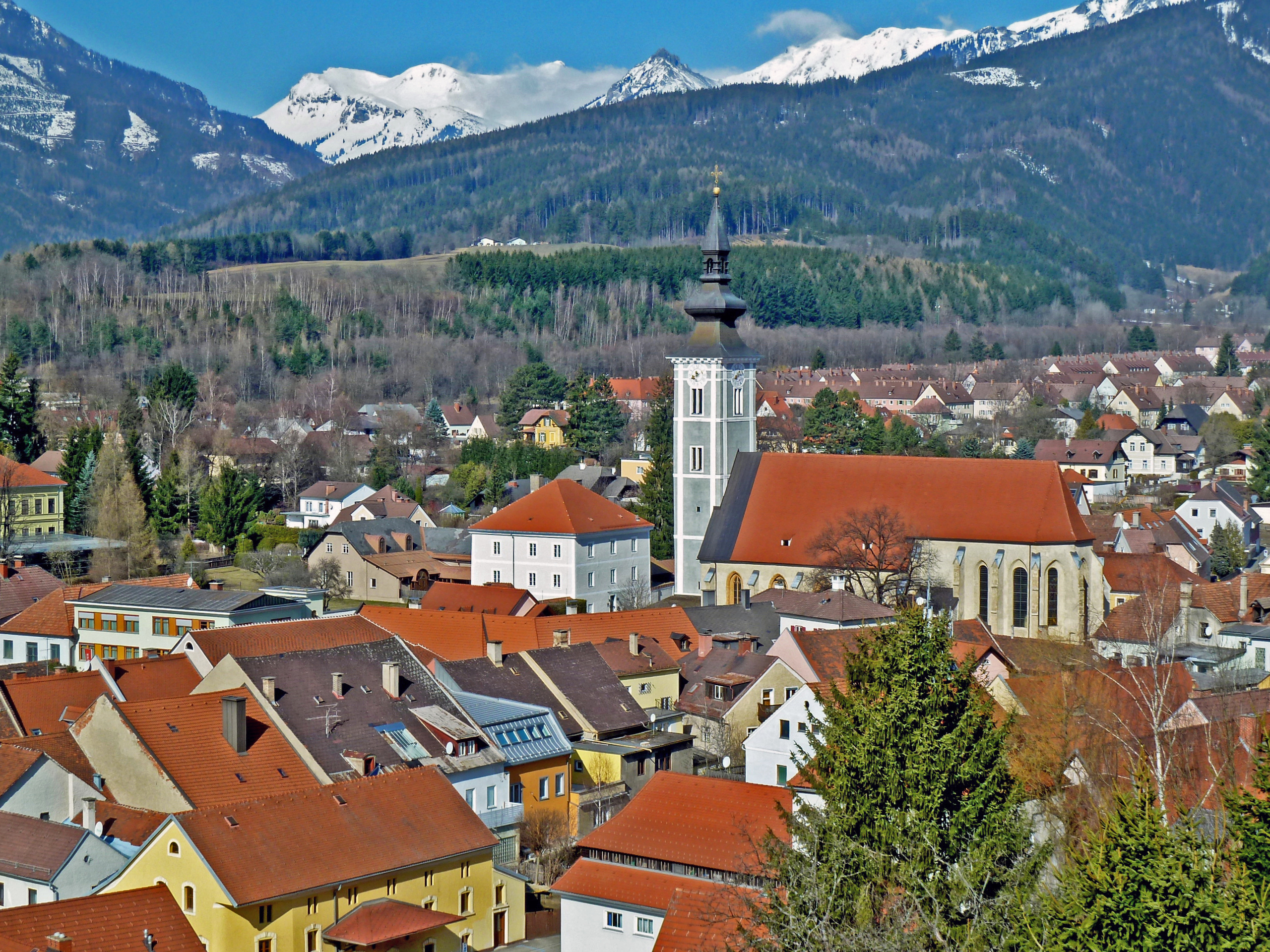
Pfarrkirche St. Rupert im Stadtzentrum von Trofaiach

## Geschichte

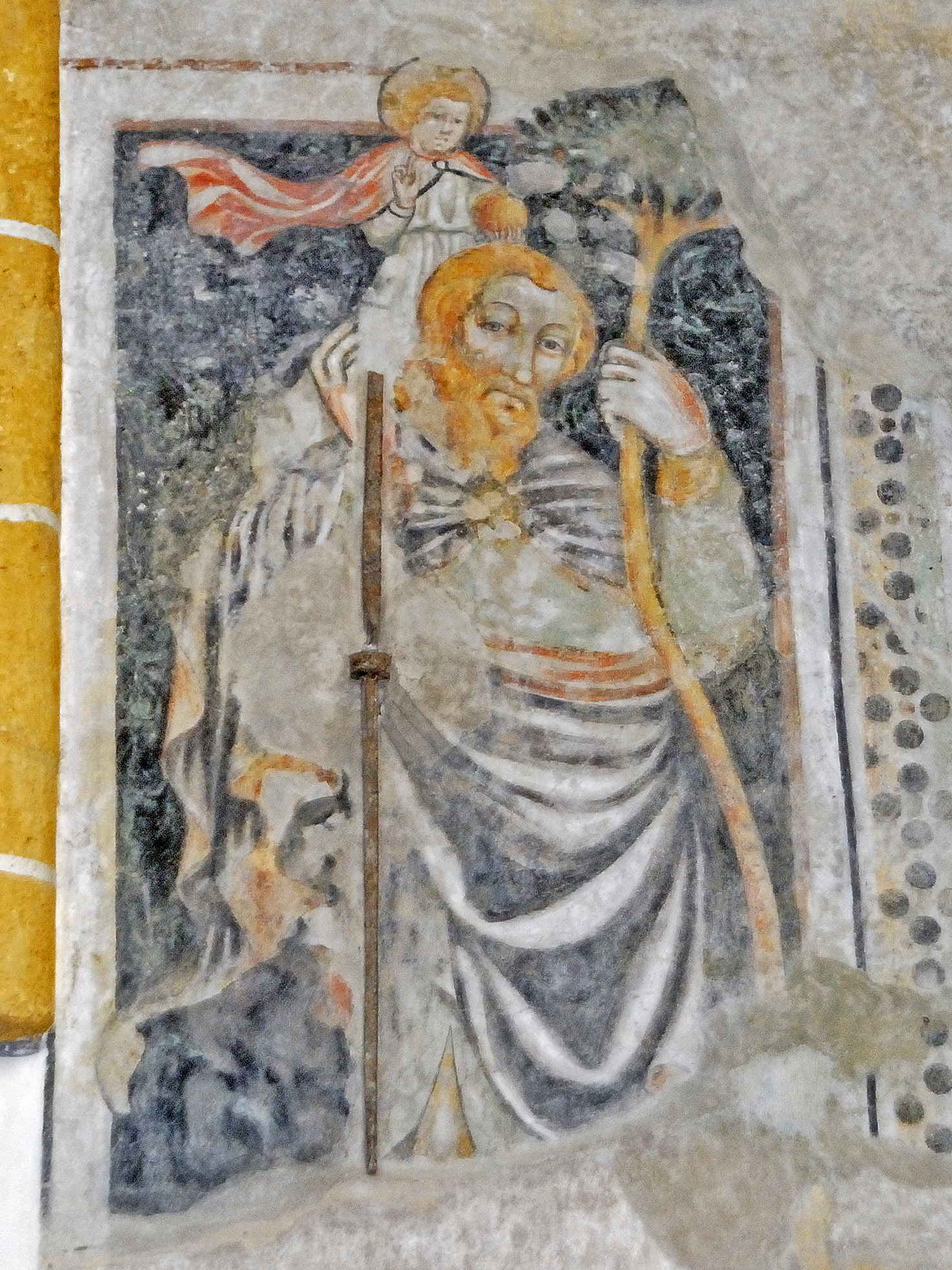
Fresko Christophorus von 1420

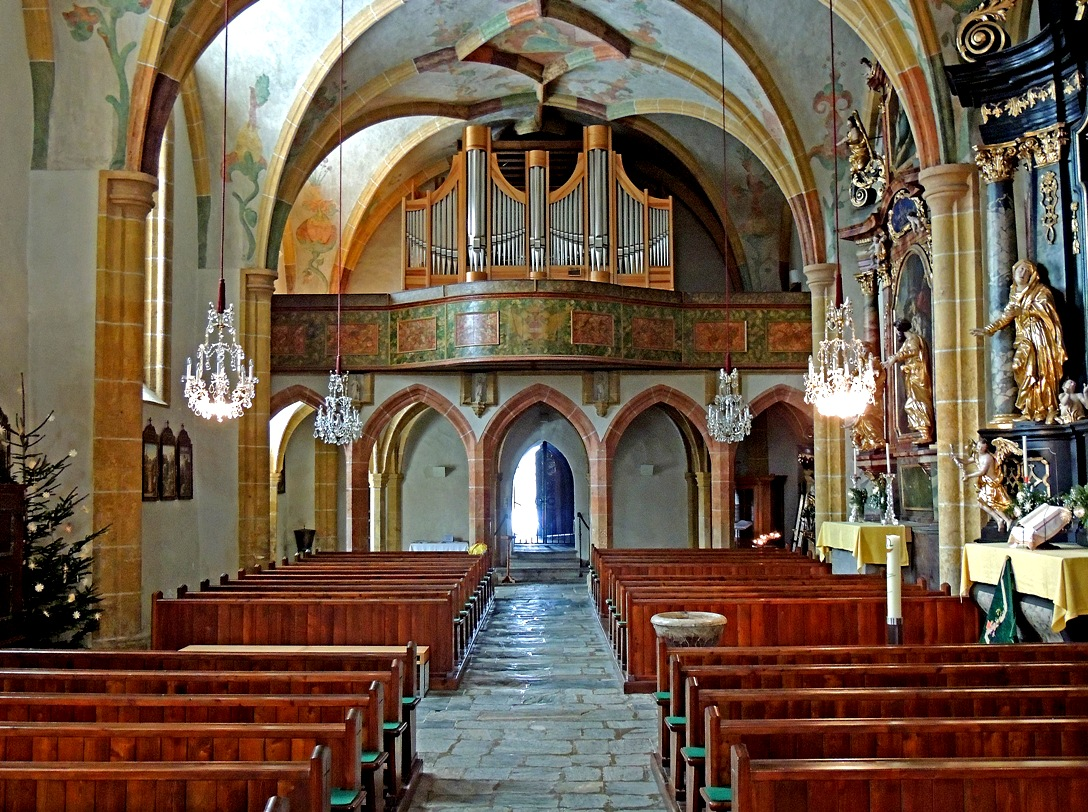
Kirchenschiff mit Orgel

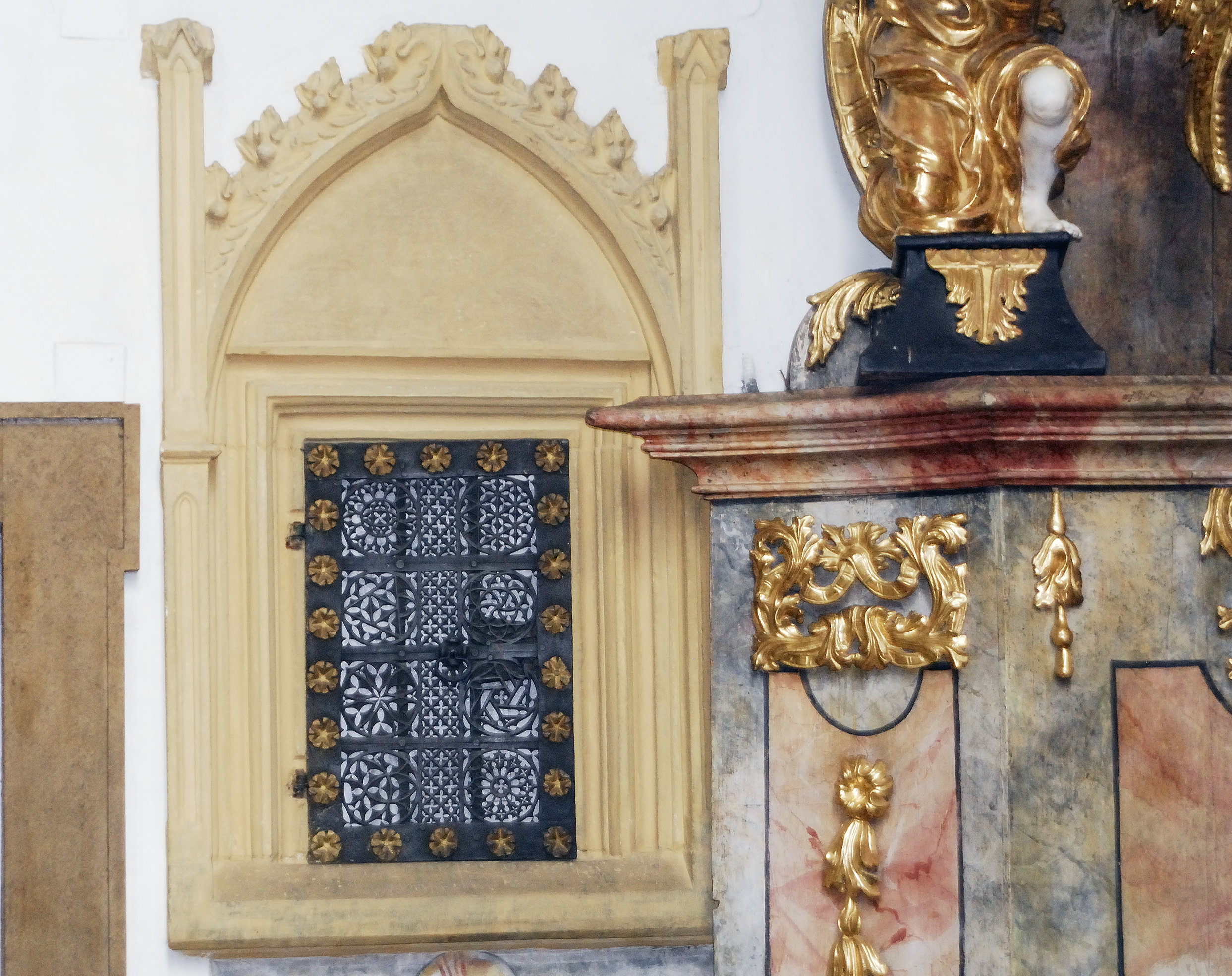
Schmiedeeisengitter Sakramentshäuschen

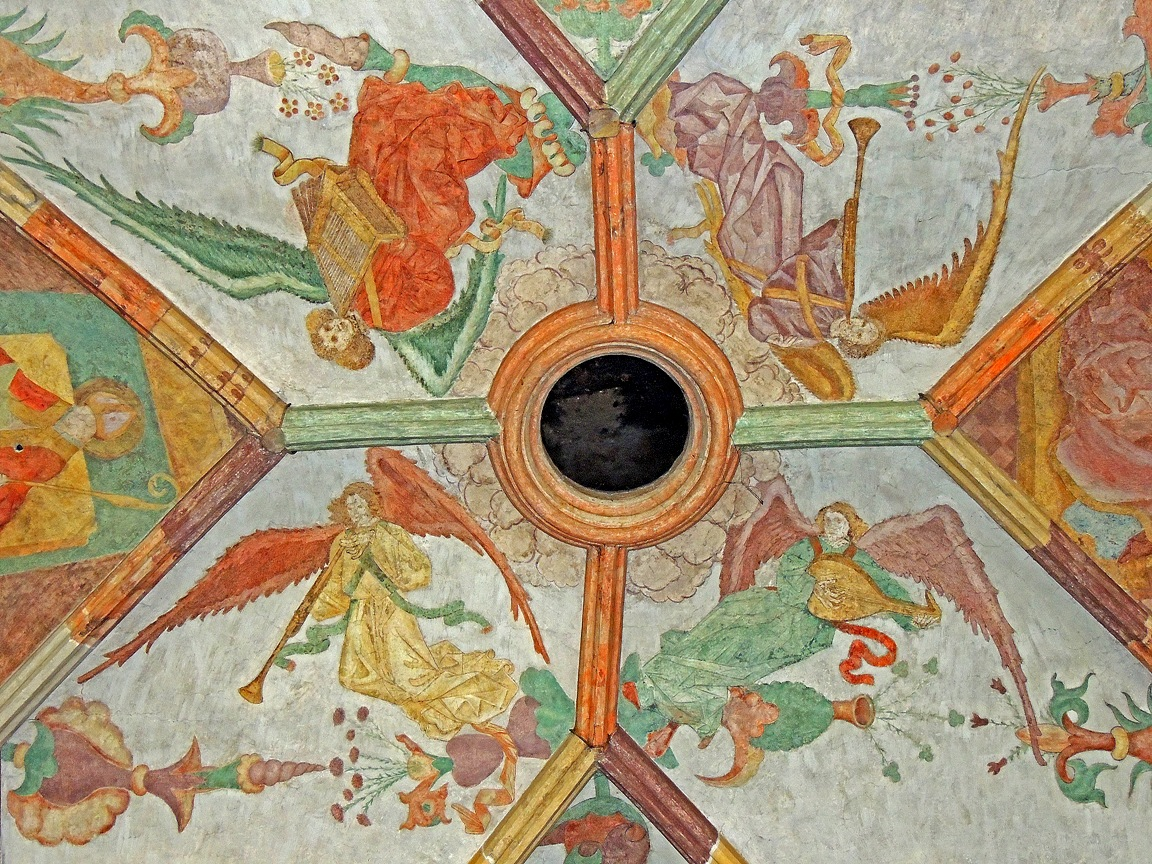
Fresko 1420 Engel mit historischen Musikinstrumenten

Die Pfarrkirche St. Rupert in Trofaiach wurde 1195 erstmals urkundlich erwähnt. Es ist anzunehmen, dass die Kirche über 200 Jahre früher entstanden ist. Nach einer Urkunde, die Kaiser Otto II. (HRR) im Jahre 985 in Tarent unterschrieben hat, wird bestätigt, dass das Erzbistum Salzburg bereits 925 das Gut „Liubina“ erworben hat, in dessen damaligem Kernbereich die Kirche liegt. 1195 wurde die Kirche gemeinsam mit den meisten Kirchen der Region von Erzbischof Adalbert III. von Salzburg an die Abtei Admont übergeben. Die Pfarre Trofaiach war im Hochmittelalter die Mutterpfarre für die Gegend um den steirischen Erzberg. Eisenerz (Steiermark), Radmer, Vordernberg und St. Peter Freienstein waren zum Zeitpunkt ihrer Gründung Tochterpfarren von Trofaiach und wurden erst nach und nach selbständig. Seit dem Mittelalter gab es in Trofaiach zwei Kirchen, neben der Pfarrkirche, die ungefähr 350 Meter südlich gelegene Dreifaltigkeitskirche (Trofaiach).
Bis ins 16. Jahrhundert war die Pfarrkirche dem Stift Admont inkorporiert. Schon ab 1437 bemühten sich die Landesfürsten, ganz besonders Kaiser Friedrich III., die Admonter Pfarrrechte einzuschränken und die Bindung an das Stift aufzuheben. Nach einem jahrzehntelangen Tauziehen musste sich das Stift 1533 damit abfinden, dass die mit der Pfarre verbundenen Rechte an die Landesfürsten übergingen. Im Jahre 1480 kam es in der Steiermark zu einem Türkeneinfall. Dabei wurden unter anderem der neben der Pfarrkirche gelegene Grießmayrhof und die Salvatorkapelle zerstört. 1483 erließ Kaiser Friedrich III. HRR dem Richter und Rat von Trofaiach auf drei Jahre die Weinsteuer mit der Auflage, das Geld für eine Kirchenbefestigung zu verwenden. Ein Rest dieser Befestigung ist das noch bestehende Torgebäude Hauptstraße 73.
Im Gegensatz zu den Bewohnern der Nachbarorte Vordernberg und Eisenerz wurden die Trofaiacher Bürger erst relativ spät, um die Mitte des 16. Jahrhunderts, Anhänger der neue Lehre Martin Luthers. Zirka fünfzig Jahre später waren alle Trofaiacher durch die Maßnahmen der Gegenreformation wieder Katholiken geworden.

## Kirchengebäude
Die spärliche Quellenlage in der Zeit vor und um das Jahr 1000 ist die Ursache, dass es hinsichtlich der ursprünglichen Errichtung der Pfarrkirche Trofaiach keine Unterlagen gibt. Man geht davon aus, dass das erste Kirchengebäude im 10. Jahrhundert aus Holz errichtet worden ist. Das heutige Kirchenschiff in seiner Grundrissanlage und der Turm führen in die Bauzeit des 13. Jahrhunderts zurück, aus der sich, an der Ostseite des Turmes Steingewände eines später vermauerten, romanischen Doppelfensters erhalten haben. Auch an der Südseite des Kirchenschiffes ist ein vermauertes romanisches Fenster zu sehen.
Der heutige Grundriss der Rupertikirche ist schmal und langgestreckt mit einer Längenausdehnung von 50 m. Die äußere Kirchenschiffbreite beträgt 13,5 m. Erhalten gebliebene Mauerreste im Dachgeschoß beweisen, dass das Kirchenschiff der ursprünglich romanischen Kirche flach gedeckt gewesen ist. Die erste Vergrößerung betraf den Chor, der im 14. Jahrhundert im gotischen Stil an der Ostseite des Langhauses angebaut wurde. Die Jahreszahl 1462, die in die Steinlaibung des zweiten Südfensters eingemeißelt ist, bezeichnet das Baudatum für die gotische Einwölbung und weitere Gotisierung des Kirchenschiffes. Ein Rippensystem von vier vierteiligen Rautensternen überzieht das Gewölbe. Die Rippen enden auf Kapitälen, welche die Last auf Halbsäulen weitergeben. An den Außenseiten treten die zur Aufnahme des Gewölbeschubes stark dimensionierten Strebepfeiler fast eineinhalb Meter aus der Wand hervor. Große Fensteröffnungen in der Südwand ermöglichen reichen Lichteinfall. Die Spitzbogenfenster sind ungleichmäßig und in verschiedener Breite angeordnet. Einige Jahre später erfolgte der Einbau der Orgelempore. Vier Achteckpfeilerpaare tragen ein Kreuzrippengewölbe. Die Köpfe des Baumeisters und des Pfarrers finden sich an den Konsolen unterhalb der Empore. 1698 wurden die nördliche Sakristei und eine Taufkapelle angebaut. Weiters wurde der Kirchturm um ein Geschoß erhöht.
Ursprünglich befand sich rund um die Kirche ein Friedhof. Dieser wurde ab 1840 auf dem gegenwärtigen Standort in der Friedhofgasse neu angelegt.
In den Jahren 1961/62 und 1995/96 wurde die bauliche Substanz der Kirche renoviert. Die Wände wurden trockengelegt und die Fassaden wurden großteils neu verputzt. Weiters wurde der Dachstuhl repariert und das Dach komplett neu gedeckt. Ebenfalls wurde der Turm neu eingedeckt und das Turmkreuz restauriert.

## Ausstattung

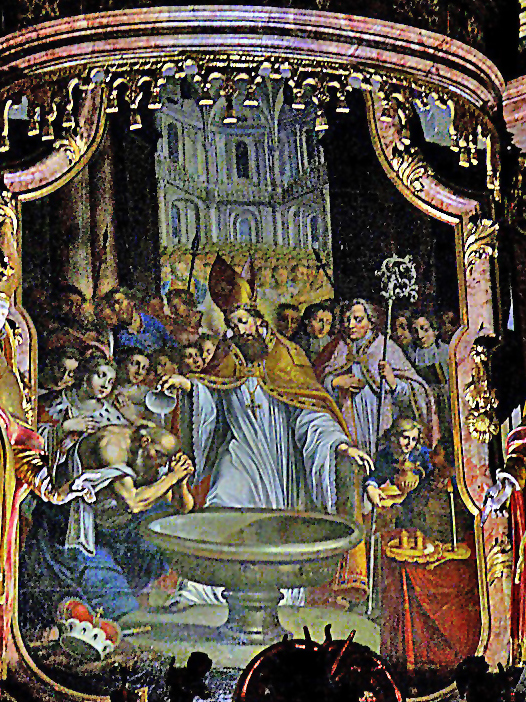
Hochaltarbild Hl. Rupert tauft Bischof Theodo

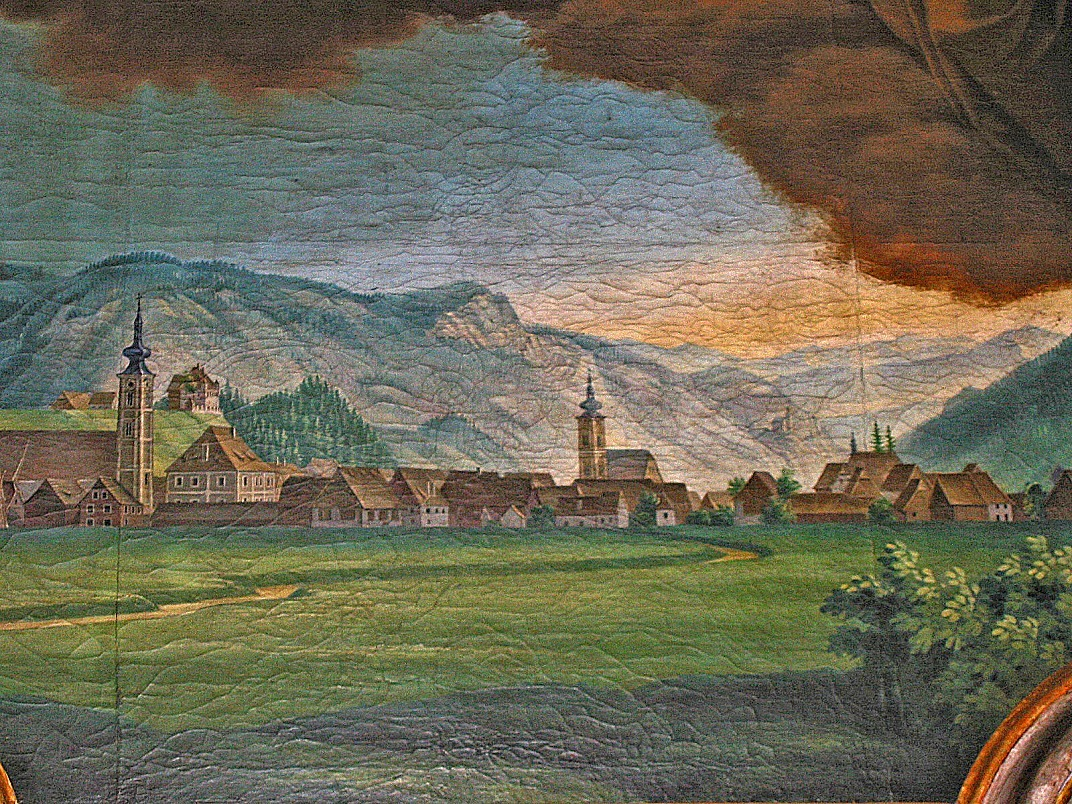
Detail Florianialtar: Ansicht Trofaiach 1860 von Johann Max Tendler

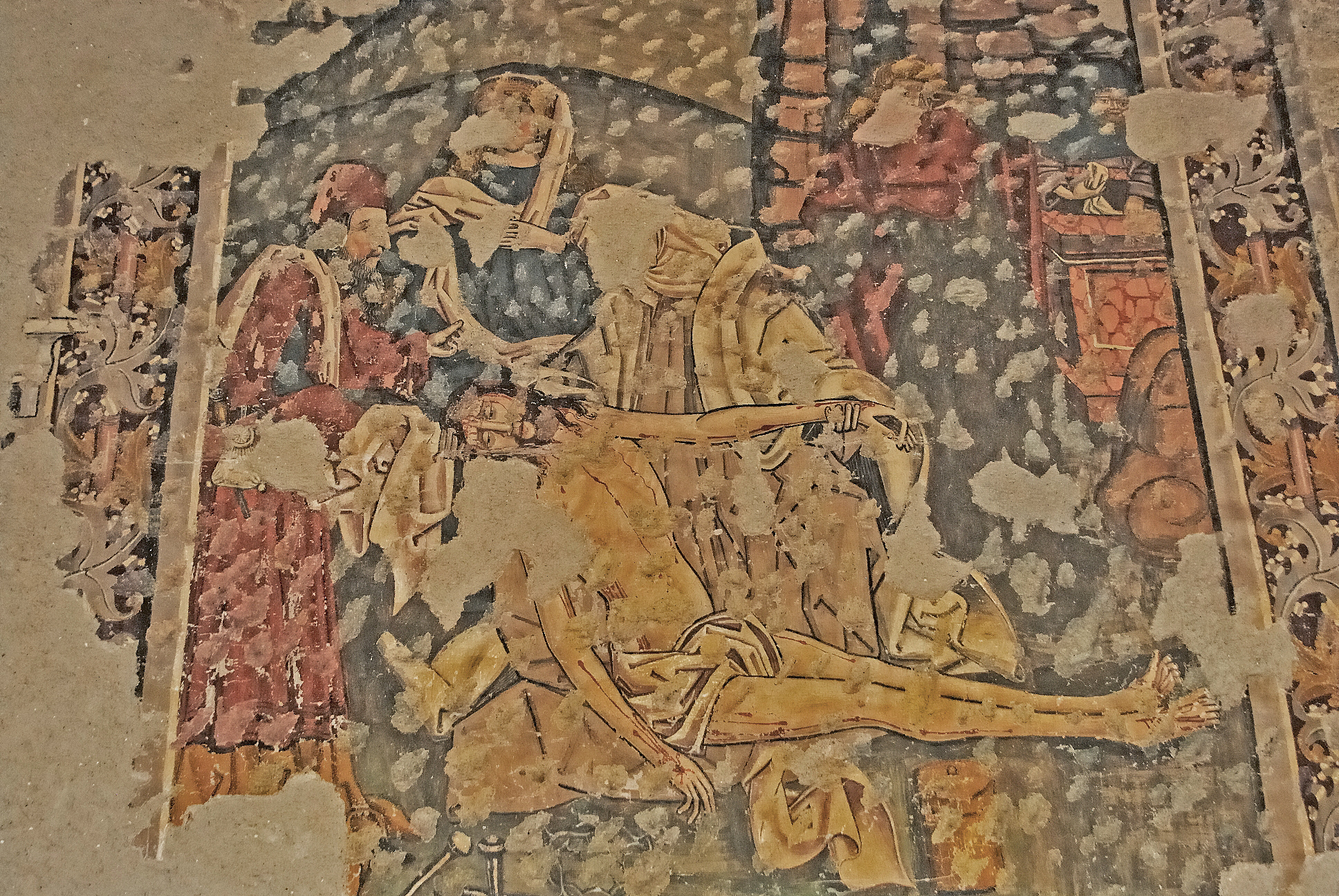
Fresko Kreuzabnahme beim Kircheneingang (1480)

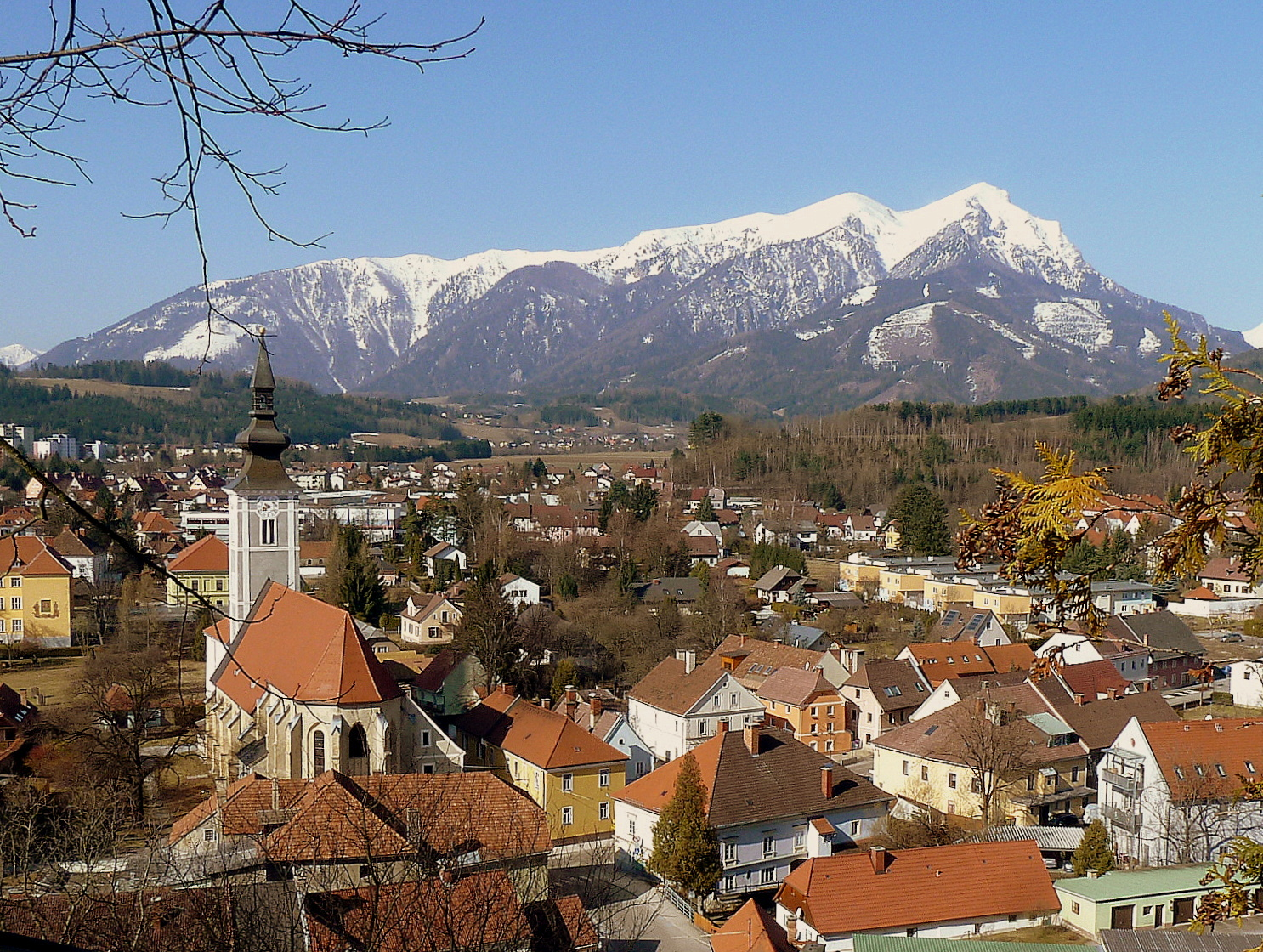
Pfarrkirche mit Reiting

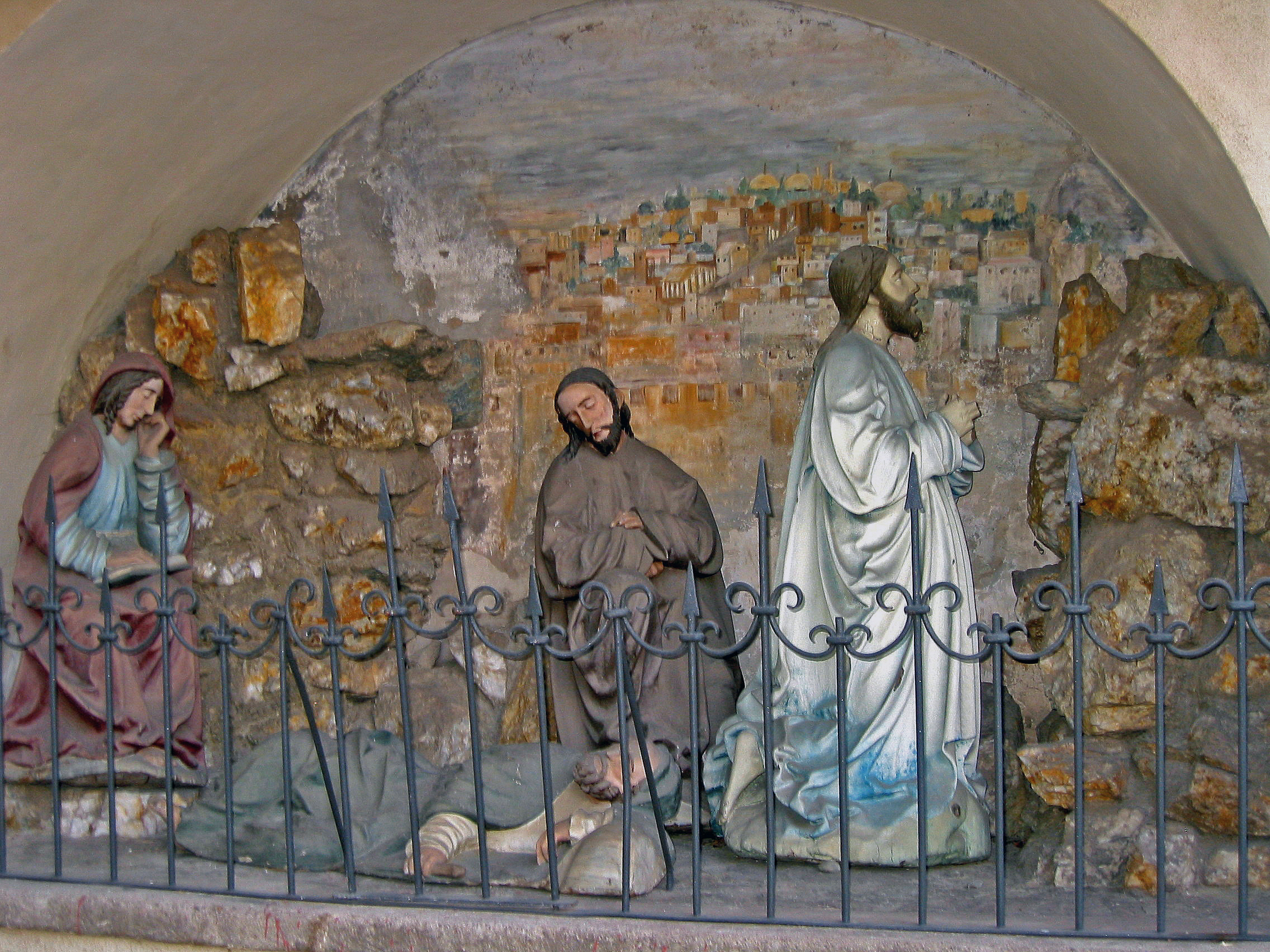
So hat die 2010 von „Vandalen“ zerstörte spätgotische Ölberggruppe ausgesehen (Foto 2007), die inzwischen wieder hergestellt wurde.

Die Kircheneinrichtung mit ihrem üppigen Dekor und den hohen Altaraufbauten stammt aus dem Hochbarock.
- Der Hochaltar (aus 1722) birgt ein Altarblatt mit der Darstellung der Taufe des Bayernherzogs Theodo II. durch den heiligen Rupert. Der Maler ist unbekannt. Die Darstellung dieser Taufe ist jener in der Stiftskirche Sankt Peter in Salzburg sehr ähnlich. Den Mittelpunkt im Altaraufsatz bildet eine plastische Gruppe mit der Krönung Mariens durch die heilige Dreifaltigkeit. Seitlich des vergoldeten Tabernakelschranks sind die Apostel Petrus und Paulus sowie die Bischöfe Virgil und Gebhard postiert.
- In den Nischen an der Nordwand, die durch die vorgeschobenen Wandpfeiler entstanden sind, stehen drei hohe Seitenaltäre, mit ähnlichem Aufbau. Sie stammen von Matthäus Krenauer aus Leoben.
- Anna-Altar: Das Bild zeigt eine Darstellung der heiligen Sippe Josef, Maria, Jesuskind, Anna und Joachim. Vor den Säulen stehen die Figuren von Elisabeth mit Sohn Johannes und Ehemann Zacharias. Im Aufsatz das Bild Gottvaters mit der Weltkugel (Inschrift mit Monogramm 1731)
- Kreuzaltar: Dieser ist dunkel blauschwarz gehalten und stellt eine plastische Kreuzigungsgruppe mit dem Gekreuzigten und Maria und Johannes dar. Im Aufsatz sieht man das flammende Herz mit dem Monogramm Jesu IHS. Entstehungszeit: 1735.
- Florianialtar: Er stammt aus 1760. Die Statuen der Heiligen Sebastian und Georg beschirmen das Altarbild, das den hl. Florian als Beschützer des Marktes Trofaiach darstellt. Die Ortsansicht mit den zwei Trofaiacher Kirchen, dem Pfarrhof, der Kirche Maria Freienstein und dem Schloss Stibichhofen deckt sich mit einer Bleistiftskizze von Johann Max Tendler, der die Darstellung um 1850 in das Bild eingefügt hat. Im oberen Teil des Altars ist ein weiterer – in Österreich eher selten gezeigter – Wetterheiliger dargestellt, und zwar der Heilige Donatus von Münstereifel.

Weitere auf Wandkonsolen postierte Schnitzfiguren von Heiligen vervollständigen die figurale Ausstattung: Magdalena, Nepomuk und Maria unter einem Baldachin.
Rechts und links des Chores befinden sich im Obergeschoß zwei Betkapellen, die mit hohen dekorativen Brüstungen verkleidet sind (entstanden um 1710).
Die ältesten in der Pfarrkirche vorhandenen Darstellungen sind die Fresken aus dem 15. Jahrhundert, die bei der Innenrestaurierung des Jahres 1961 wieder zum Vorschein gekommen sind. Darunter ist eine Darstellung des hl. Christophorus an der Nordwand des Chores und daneben ein schon etwas zerstörter Schmerzensmann.
Bei dieser Restaurierung wurden auch übertüncht gewesene Gewölbemalereien mit Phantasiemotiven, Blumen, Blüten und Blättern freigelegt. In vier quadratischen Rauten sind folgende Darstellungen gemalt:
- Christus in der Mandorla als Weltenrichter
- thronende Madonna mit Kind
- thronender Bischof, vermutlich der hl. Rupert, mit Mitra, Pedum und Buch
- hl. Dorothea auf einer Thronbank.

Rund um das Heiliggeistloch wurden 1470 vier musizierende Engel auf Fresken dargestellt, die durch das Kreuzgewölbe deutlich voneinander getrennt sind. Neben dem Portativ (= tragbare Kleinorgel) werden die weltlichen Instrumente Knickhalslaute und Posaune dargestellt, letztere in zwei unterschiedlichen Größen und somit Stimmungen. Der Maler wollte offensichtlich damals „moderne“, gerade von der Hof- in die Kirchenmusik übernommene Instrumente darstellen.
Die im Jahre 2007 aufgestellte neue Orgel wurde von der Slowenischen Orgelbauanstalt Maribor gebaut. Sie hat 24 Register, die auf zwei Manuale und das Pedalwerk verteilt sind. Insgesamt gibt es in der Orgel 1547 verschiedene Pfeifen. Der Kaufpreis von 280.000 Euro wurde aus Unterstützungsbeiträgen der Gemeinden des Pfarrgebietes und aus namhaften Spendenbeiträgen der Bevölkerung aufgebracht.
Im August 2010 haben zwei betrunkene Rowdys das Kruzifix an der Westseite und die Figuren der spätgotischen Ölberggruppe an der Südseite der Kirche zerstört. Das Kruzifix wurde 2011 renoviert und die Ölberggruppe wurde bis 2014 wieder hergestellt.
Zur 550-Jahr-Feier der Gotisierung der Rupertikirche im Jahre 2012 wurden der Volksaltar und der Ambo erneuert. Dabei wurde darauf Wert gelegt, hiefür Gestein aus Trofaiach zu verwenden, und zwar Dolomit mit Zinnobereinschlag aus dem Gößgraben und heller und dunkler Marmor vom Kaintalegg. Die Steine wurden geschnitten, geschliffen und poliert zum Altar und zum Ambo zusammengefügt.